# Ешенлохе
Ешенлохе (њем. Eschenlohe) општина је у њемачкој савезној држави Баварска. Једно је од 22 општинска средишта округа Гармиш-Партенкирхен. Према процјени из 2010. у општини је живјело 1.575 становника. Посједује регионалну шифру (AGS) 9180114.

## Географски и демографски подаци
Ешенлохе се налази у савезној држави Баварска у округу Гармиш-Партенкирхен. Општина се налази на надморској висини од 640 метара. Површина општине износи 55,0 km². У самом мјесту је, према процјени из 2010. године, живјело 1.575 становника. Просјечна густина становништва износи 29 становника/km².